# Савез суверених држава
Савез суверених држава (ССД; рус. Сою́з Сувере́нных Госуда́рств, ССГ) био је приједлог реорганизације Совјетског Савеза у нови конфедералну јединицу. Предложен је од стране предсједника Совјетског Савеза Михаила Горбачова и требало је да спријечи распад СССР. Приједлог је остао у сијенци Августовског пуча и распада Совјетског Савеза 1991. године. Свеукупни приједлог је поново покренут као Заједница независних држава (ЗНД).

## Позадина
Идеја о склапању новог савезног споразума представљена је по први пут у резолуцији „О савезном споразуму”, коју је усвојио Врховни совјет Естонске ССР 16. новембра 1988. године и у којој се говори о томе да је Врховни совјет Естонске ССР, заснован на Декларацији о суверенитету, улази у Предсједништво Врховног совјета СССР са приједлогом развоја Споразума о СССР и овлашћује Предсејдништво Врховног совјета Естонске ССР да заступа интересе републике приликом израде текста споразума. Двије године касније, након усвајања закона о обнови независности, Врховни совјет Естоније одбацио је ту идеју.
У децембру 1990. године поново је покренуто питање реорганизације СССР.
Врховни совјет СССР је 3. децембра подржао концепт нацрта Споразума о савезу који је предложио предсједник СССР Михаил Горбачов и упутио га на расправу 4. сазиву Конгреса народних посланика СССР.
Посланици Конгреса народних посланика СССР су 24. децембра 1990. године, послије појединачног гласања, одлучили да сматрају неопходним очување СССР као обновљене федерације равноправних суверених република, у којима би се у потпуности осигурала права и слободе особа било које националности.
Истог дана, на иницијативу и инсистирање предсједника СССР Михаила Горбачова, Конгрес је усвојио резолуцију о питању одржања референдума о очувању обновљеног Савеза као федерације једнаких суверених Совјетских Социјалистичких Република. За усвајање резолуције гласало је 1677 посланика, против 32, док је 66 било уздржано.

## Референдум о опстанку Совјетског Савеза
Референдум о очувању СССР одржан је 17. марта 1991. године и већина грађана подржала је опстанак СССР, изузев становништва шест совјетских република (Грузија, Естонија, Јерменија, Летонија, Литванија, Молдавија), у којима су највиши органи власти одбили да одрже референдум, из разлога јер су раније прогласиле независност или су се кретале ка независноти према резултатима раније одржаних референдума о независности.